# Like This (Marques Houston)
Like This è una canzone del cantante R&B statunitense Marques Houston, pubblicata come primo singolo estratto dall'album Veteran. È stata prodotta da Cory Bold e Chris Stokes e vi ha partecipato il rapper Yung Joc.

## Informazione
La canzone non è stata pubblicata su supporto fisico, ma è stata distribuita digitalmente sul sito internet AOLmusic. Di conseguenza, non ne è stato tratto alcun videoclip.
Come già detto, il brano è frutto di una collaborazione tra Marques Houston e Yung Joc. Viceversa, Marques Houston aveva già collaborato con Yung Joc al singolo 1st Time.